# Raionul Novohrad-Volînskîi (pre-2020), Jîtomîr
Novohrad-Volînskîi (în ucraineană Новоград-Волинський район, transliterat: Novohrad-Volînskîi raion) este un raion în regiunea Jîtomîr, Ucraina. Reședința sa este orașul regional Novohrad-Volînskîi, care nu aparține raionului.

## Demografie
Componența lingvistică a raionului Novohrad-Volînskîi
     Ucraineană (98,51%)
     Rusă (1,35%)
     Alte limbi (0,07%)
Conform recensământului din 2001, majoritatea populației raionului Novohrad-Volînskîi era vorbitoare de ucraineană (98,51%), existând în minoritate și vorbitori de rusă (1,35%).